# Irish Republican Liberation Army
L'Armée républicaine de libération irlandaise (IRLA) est un "groupe d'autodéfense autoproclamé"  paramilitaire irlandais qui soutient une Irlande unie. Bien que ses origines soient en grande partie inconnues à ce jour, l’IRLA a attiré l’attention avec ses menaces d’action paramilitaire. [réf. nécessaire]
L'IRLA est centré sur Belfast, dans le quartier d'Ardoyne,. L'Irish News a suggéré que ses membres appartenaient à une famille du comté d'Antrim ayant des liens avec la Loyalist Volunteer Force  tandis que d'autres ont suggéré qu'ils s'étaient séparés de la Continuity IRA (CIRA).

## Actions
À la suite de la mort de deux de ses membres en novembre 2007, Ed Burns et Joe Jones, le premier tué par balle près du club St Galls de la GAA  à Belfast Ouest, et le dernier battu à mort à Ardoyne avec une pelle, le groupe a menacé de représailles  le républicain Sinn Féin, l'aile politique présumée de la CIRA, qui serait responsable des décès. Geraldine Taylor, ancienne militante de l'ouest de Belfast, candidate aux élections à l'Assemblée et membre du Republican Sinn Féin, dans le nord de Belfast, a été informée par la police que leur vie était en danger. La menace proviendrait de l'IRLA. De plus, deux autres républicains ont également été prévenus d'un danger similaire .  
En novembre 2007, le groupe a également revendiqué la responsabilité de l'attaque au fusil qui a blessé un policier qui s'éloignait de l'école de son fils à Derry. 
La Commission indépendante de surveillance a déclaré que l'IRLA avait un arsenal d'armes légères, bien que sa menace ne soit pas « de nature terroriste ». 
Selon le vingtième rapport de l'Independent Monitoring Commission, l'IRLA constituait "un groupe de criminels revêtant une bannière républicaine afin de donner un statut supposé à leurs activités". Bien que le groupe ait commis au moins une autre fusillade, il n'a pas été reconnu comme une menace immédiate. 

## Réponse du gouvernement
Le 5 mars 2008, un député d'Antrim, Sammy Wilson, a demandé à Tony McNulty, ministre d'État chargé de la Sécurité, de la Lutte contre le Terrorisme, de la Police et de la Police, s'il envisagerait d'interdire l'Armée républicaine de libération irlandaise en vertu de la loi de 2000 sur le terrorisme. McNulty a répondu: « En règle générale, nous ne faisons pas de commentaire sur les organisations ne figurant pas sur la liste des organisations interdites ». 